# Brizoles
Brizoles (enkelvoud: brizola; meervoud brizoles, Grieks: μπριζόλες, ook wel brizolles genoemd) is een gerecht dat bestaat uit gegrild (geroosterd) vlees. Brizoles treft men met name aan in de Griekse keuken. Het gebruikte vlees kan zowel rundvlees, varkensvlees als lamsvlees zijn. In de Griekse keuken zijn brizoles in diverse varianten verkrijgbaar, zoals het varkensvleesgerecht girines brizoles (χοιρινές μπριζόλες), waarbij botloze varianten en varianten met bot, brizoles laimou, bestaan. Het gerecht is vergelijkbaar met gegrilde karbonade of steak. Voor het grillen wordt meestal traditioneel houtskoolvuur gebruikt.

## Bereiding
Het vlees wordt doorgaans eerst 1 tot 2 uur gemarineerd in een mengsel van knoflook, olijfolie, salie, citroen of limoen, peper en keukenzout of zeezout, waarna het op een grill aan beide zijden goudbruin wordt gebakken. Een variant is bereiding met boter, appelcider, appels, kaneel, zout en peper. Het eindproduct is meestal 'well-done' (dus niet rood van binnen) en wordt doorgaans geserveerd met gebakken aardappelen, salade en tzatziki.